# Alsópetény
Alsópetény (vyslovováno [alšópetéň], slovensky Dolné Peťany) je vesnice v Maďarsku v župě Nógrád, spadající pod okres Rétság. Je známá především tím, že je zde více obyvatel slovenské než maďarské národnosti. Nachází se asi 11 km jihovýchodně od Rétságu. V roce 2015 zde žilo 550 obyvatel, z nichž jsou 44 % Slováci, 36 % Maďaři, 17 % Romové a 3 % Němci, Slovinci a další národnosti.
Sousedními vesnicemi jsou Bánk, Felsőpetény, Keszeg a Nézsa.